# Autumn Classic International 2019
Autumn Classic International 2019 – pierwsze zawody łyżwiarstwa figurowego z cyklu Challenger Series 2019/2020. Zawody rozgrywano od 12 do 14 września 2019 roku w hali Sixteen Mile Sports Complex w Oakville.
W konkurencji solistów zwyciężył Japończyk Yuzuru Hanyū, zaś w konkurencji solistek jego rodaczka Rika Kihira. Wśród par tanecznych triumfowali reprezentanci Kanady Piper Gilles i Paul Poirier.

## Terminarz
| Data        | Godzina                     | Konkurencja   | Segment          |
| ----------- | --------------------------- | ------------- | ---------------- |
| 12 września | 14:55 UTC-05:00 / 20:55 CET | Solistki      | Program krótki   |
| 13 września | 12:35 UTC-05:00 / 18:35 CET | Pary taneczne | Taniec rytmiczny |
| 13 września | 13:50 UTC-05:00 / 19:50 CET | Soliści       | Program krótki   |
| 13 września | 15:35 UTC-05:00 / 21:35 CET | Solistki      | Program dowolny  |
| 14 września | 11:00 UTC-05:00 / 17:00 CET | Pary taneczne | Taniec dowolny   |
| 14 września | 12:45 UTC-05:00 / 18:45 CET | Soliści       | Program dowolny  |

## Rekordy świata
| Rekordy świata (GOE±5) na moment rozpoczęcia zawodów (stan na 12 września 2019): | Rekordy świata (GOE±5) na moment rozpoczęcia zawodów (stan na 12 września 2019): | Rekordy świata (GOE±5) na moment rozpoczęcia zawodów (stan na 12 września 2019): | Rekordy świata (GOE±5) na moment rozpoczęcia zawodów (stan na 12 września 2019): | Rekordy świata (GOE±5) na moment rozpoczęcia zawodów (stan na 12 września 2019): | Rekordy świata (GOE±5) na moment rozpoczęcia zawodów (stan na 12 września 2019): |
| Konkurencja                                                                      | Segment                                                                          | Zawodnicy                                                                        | Punkty                                                                           | Zawody                                                                           | Data                                                                             |
| -------------------------------------------------------------------------------- | -------------------------------------------------------------------------------- | -------------------------------------------------------------------------------- | -------------------------------------------------------------------------------- | -------------------------------------------------------------------------------- | -------------------------------------------------------------------------------- |
| Soliści                                                                          | Nota łączna                                                                      | Nathan Chen                                                                      | 323,42                                                                           | Mistrzostwa świata 2019                                                          | 23 marca 2019                                                                    |
| Soliści                                                                          | Program dowolny                                                                  | Nathan Chen                                                                      | 216,02                                                                           | Mistrzostwa świata 2019                                                          | 23 marca 2019                                                                    |
| Soliści                                                                          | Program krótki                                                                   | Yuzuru Hanyū                                                                     | 110,53                                                                           | Rostelecom Cup 2018                                                              | 16 listopada 2018                                                                |
| Solistki                                                                         | Nota łączna                                                                      | Alina Zagitowa                                                                   | 238,43                                                                           | Nebelhorn Trophy 2018                                                            | 28 września 2018                                                                 |
| Solistki                                                                         | Program dowolny                                                                  | Alina Zagitowa                                                                   | 158,50                                                                           | Nebelhorn Trophy 2018                                                            | 28 września 2018                                                                 |
| Solistki                                                                         | Program krótki                                                                   | Rika Kihira                                                                      | 83,97                                                                            | World Team Trophy 2019                                                           | 11 kwietnia 2019                                                                 |
| Pary taneczne                                                                    | Nota łączna                                                                      | Gabriella Papadakis / Guillaume Cizeron                                          | 223,13                                                                           | World Team Trophy 2019                                                           | 12 kwietnia 2019                                                                 |
| Pary taneczne                                                                    | Taniec dowolny                                                                   | Gabriella Papadakis / Guillaume Cizeron                                          | 135,82                                                                           | World Team Trophy 2019                                                           | 12 kwietnia 2019-                                                                |
| Pary taneczne                                                                    | Taniec rytmiczny                                                                 | Gabriella Papadakis / Guillaume Cizeron                                          | 88,42                                                                            | Mistrzostwa świata 2019                                                          | 22 marca 2019                                                                    |

## Wyniki

### Soliści
| Poz. | Zawodnik              | Nota łączna | SP  | SP    | FS  | FS     |
| ---- | --------------------- | ----------- | --- | ----- | --- | ------ |
| 1    | Yuzuru Hanyū          | 279,05      | 1   | 98,38 | 1   | 180,67 |
| 2    | Kévin Aymoz           | 262,47      | 2   | 94,76 | 2   | 167,71 |
| 3    | Keegan Messing        | 256,02      | 3   | 89,57 | 3   | 166,45 |
| 4    | Cha Jun-hwan          | 230,44      | 4   | 84,23 | 4   | 146,21 |
| 5    | Camden Pulkinen       | 216,25      | 5   | 81,34 | 6   | 134,91 |
| 6    | Conrad Orzel          | 214,98      | 6   | 76,64 | 5   | 138,34 |
| 7    | Mark Gorodnitsky      | 189,52      | 7   | 67,12 | 7   | 122,40 |
| 8    | Christopher Caluza    | 179,85      | 10  | 61.46 | 8   | 118,39 |
| 9    | Edrian Paul Celestino | 179,21      | 9   | 64,01 | 9   | 115,20 |
| 10   | Donovan Carrillo      | 174,99      | 8   | 65,94 | 10  | 109,05 |
| 11   | Harry Mattick         | 156,34      | 12  | 50,94 | 11  | 105,40 |
| 12   | Harrison Jon-Yen Wong | 151,40      | 11  | 53,46 | 12  | 97,94  |
| WD   | Peter James Hallam    | DNS         | DNS | DNS   | DNS | DNS    |

### Solistki
| Poz. | Zawodniczka             | Nota łączna | SP  | SP    | FS  | FS     |
| ---- | ----------------------- | ----------- | --- | ----- | --- | ------ |
| 1    | Rika Kihira             | 224,16      | 1   | 78,18 | 1   | 145,98 |
| 2    | Jewgienija Miedwiediewa | 217,43      | 2   | 75,14 | 2   | 142,29 |
| 3    | Lim Eun-soo             | 184,38      | 5   | 56,31 | 3   | 128,07 |
| 4    | Karen Chen              | 173,66      | 3   | 60,89 | 4   | 112,77 |
| 5    | Kailani Craine          | 162,11      | 6   | 54,24 | 5   | 107,87 |
| 6    | Alexia Paganini         | 158,33      | 4   | 58,87 | 8   | 99,46  |
| 7    | Maé-Bérénice Méité      | 152,54      | 7   | 53,03 | 7   | 99,51  |
| 8    | Michelle Long           | 149,52      | 12  | 48,87 | 6   | 100,65 |
| 9    | Nina Povey              | 149,14      | 10  | 50,59 | 9   | 98,55  |
| 10   | Andrea Montesinos Cantú | 148,55      | 8   | 52,59 | 12  | 95,96  |
| 11   | Chloe Ing               | 147,85      | 9   | 50,82 | 11  | 97,03  |
| 12   | Véronik Mallet          | 147,74      | 11  | 50,23 | 10  | 97,51  |
| 13   | Niki Wories             | 128,13      | 14  | 43,92 | 13  | 84,21  |
| 14   | Hiu Ching Kwong         | 123,60      | 13  | 45,18 | 14  | 78,42  |
| 15   | Maya Gorodnitsky        | 109,97      | 15  | 40,24 | 15  | 69,73  |
| 16   | Anastasija Chwan        | 82,65       | 16  | 26,78 | 16  | 55,87  |
| WD   | Gabrielle Daleman       | DNS         | DNS | DNS   | DNS | DNS    |
| WD   | Bradie Tennell          | DNS         | DNS | DNS   | DNS | DNS    |

### Pary taneczne
| Poz. | Zawodnicy                            | Nota łączna | RD  | RD    | FD  | FD     |
| ---- | ------------------------------------ | ----------- | --- | ----- | --- | ------ |
| 1    | Piper Gilles / Paul Poirier          | 202,49      | 1   | 79,61 | 1   | 122,88 |
| 2    | Lilah Fear / Lewis Gibson            | 184,09      | 5   | 70,06 | 2   | 114,03 |
| 3    | Marie-Jade Lauriault / Romain Le Gac | 182,91      | 3   | 71,50 | 3   | 111,41 |
| 4    | Olivia Smart / Adrián Díaz           | 181,51      | 4   | 70,63 | 4   | 110,88 |
| 5    | Carolane Soucisse / Shane Firus      | 172,90      | 2   | 72,70 | 5   | 100,20 |
| 6    | Matilda Friend / William Badaoui     | 120,22      | 6   | 49,39 | 6   | 70,83  |
| WD   | Misato Komatsubara / Tim Koleto      | DNS         | DNS | DNS   | DNS | DNS    |